# ام‌تی‌اس ترکمنستان
ام‌تی‌اس ترکمنستان (ترکمنی: MTS Türkmenistan) شرکت مخابرات ترکمنستانی است، که در سال ۱۹۹۴ تأسیس شد.